# The Fighting Lady
The Fighting Lady é um filme-documentário estadunidense de 1944 dirigido e escrito por Edward Steichen. Venceu o Oscar de melhor documentário de longa-metragem na edição de 1945.

## Elenco
- Robert Taylor
- Charles Boyer